# 136th Airlift Wing

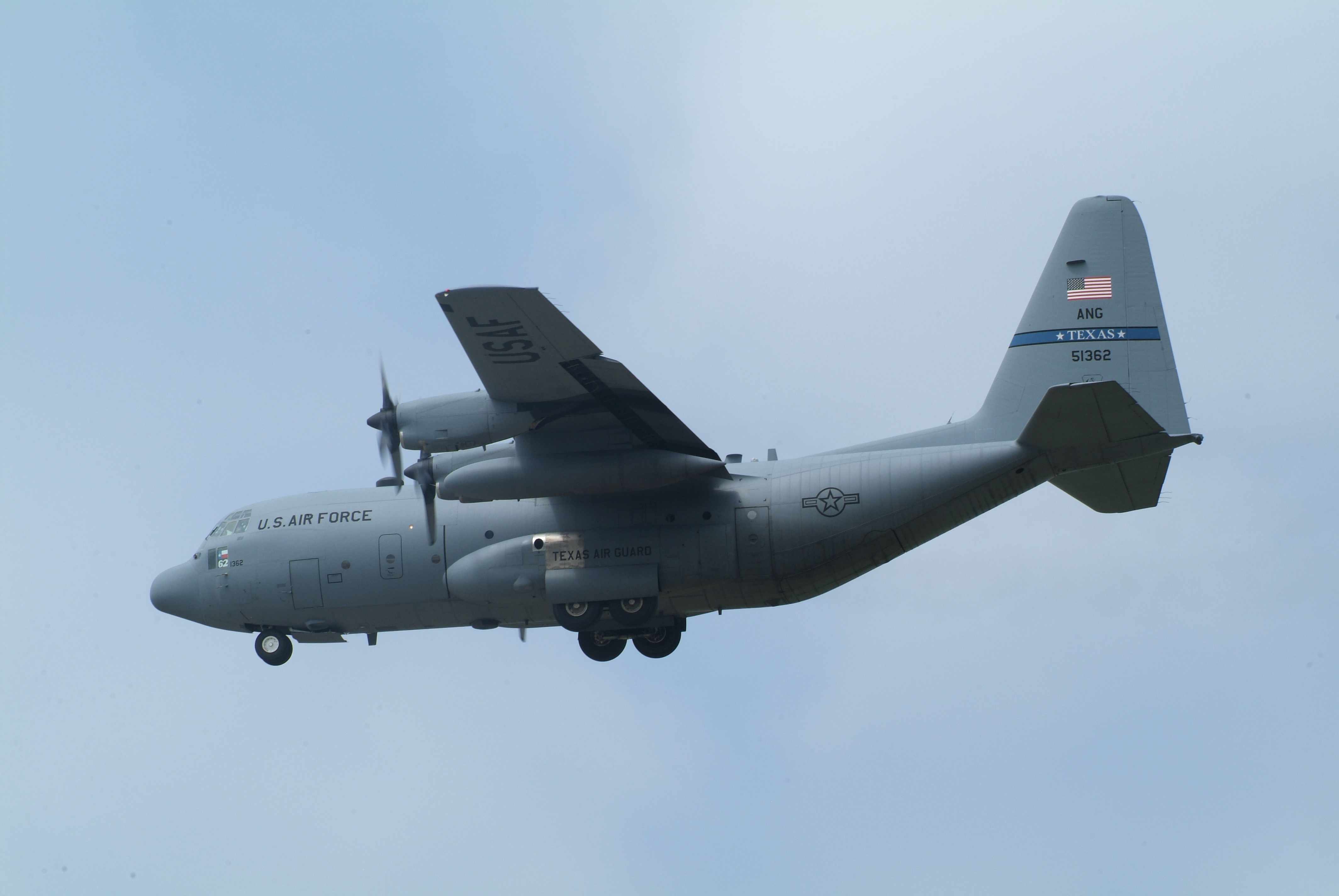
C-130H dello Stormo

Il 136th Airlift Wing è uno Stormo da trasporto della Texas Air National Guard. Riporta direttamente all'Air Mobility Command quando attivato per il servizio federale. Il suo quartier generale è situato presso la Naval Air Station Joint Reserve Base Fort Worth, Texas.

## Organizzazione
Attualmente, al settembre 2017, esso controlla:
- 136th Operations Group, striscia di coda azzurra con scritta TEXAS bianca
  - 136th Operations Support Flight
  -  181st Airlift Squadron - Equipaggiato con C-130H
  - 181st Airlift Control Flight
  - 181st Weather Flight
- 136th Maintenance Group
  - 136th Maintenance Squadron
  - 136th Aircraft Generation Squadron
  - 136th Maintenance Operations Flight
- 136th Mission Support Group
  - 136th Civil Engineers Squadron
  - 136th Logistics Readiness Squadron
  - 136th Security Forces Squadron
  - 136th Mission Support
  - 136th Contracting Flight
  - 136th Force Support Squadron
  - 136th Communications Flight
- 136th Medical Group
- 254th Combat Communications Group
  -  221st Combat Communication Squadron